# Makario-Stadion
Das Makario-Stadion (griechisch Μακάρειο Στάδιο) ist ein Fußballstadion mit Leichtathletikanlage in der zyprischen Hauptstadt Nikosia im gleichnamigen Bezirk. Benannt ist die Sportstätte nach dem ehemaligen Präsident und Erzbischof Makarios III. (1913–1977). Es war bis zum Bau des GSP-Stadions im Jahr 1999 das größte Stadion der Stadt. Es ist die Heimspielstätte der Fußballvereine Digenis Akritas Morphou, Doxa Katokopia, Olympiakos Nikosia und Ethnikos Assia. Die Spiele der kleinen Staaten von Europa 1989 und der Zypern-Cup 2017 fanden hier statt.
Das Stadion gehört zum Makarios Sports Centre. Die 1978 fertiggestellte Anlage bietet 15.590 Sitzplätze. Das 105 × 67 m große Spielfeld wird von einer 400-m-Leichtathletikanlage mit zehn Bahnen aus Kunststoff umschlossen. Dazu gehören auch Anlagen für die Wurf- und Sprungdisziplinen sowie eine Sporthalle. Neben der Pressetribüne für die Mitarbeiter von Radio, Fernsehen und Zeitung gibt es einen Raum für Pressekonferenzen. Es sind auch V.I.P.-Räume vorhanden. Des Weiteren gibt es einen Sicherheitsraum für die Polizei, einen Telekommunikationsraum, eine elektronische Anzeigetafel, ein Zielfotoraum, ein Medizinzentrum mit Dopingkontrollraum sowie eine Flutlichtanlage mit 400 Lux Beleuchtungsstärke.